# Wolne od cła
Wolne od cła – trzeci longplay zespołu Lombard. Wydany 3 marca 1984 roku w kolekcjonerskim nakładzie przez Klub Płytowy Razem.
Nagrań dokonano w Studio „Giełda” w Poznaniu, Studio Polskiego Radia w Szczecinie, Studio Tonpressu w Warszawie. Realizatorami nagrań byli: Piotr Kubacki (1), Piotr Szczepański (1, 5-8), Piotr Madziar (2), Przemysław Kućko (2), Włodzimierz Kowalczyk (3-4), Zenon Woliński (5-8), Andrzej Bąk (5-8).

## Lista utworów

### LP
Strona A
1. „Wolne od cła” (muz. Grzegorz Stróżniak – sł. Marek Dutkiewicz)
2. „Miny na pokaz, czyny za grosz” (muz. Piotr Zander – sł. Jacek Skubikowski)
3. „Dwa słowa, dwa światy” (muz. Grzegorz Stróżniak – sł. Małgorzata Ostrowska)
4. „Adriatyk ocean gorący” (muz. Grzegorz Stróżniak – sł. Małgorzata Ostrowska)

Strona B
1. „Aku-hara, kraj ze snu” (muz. Grzegorz Stróżniak – sł. Małgorzata Ostrowska)
2. „Kradzież nie popłaca” (muz. Grzegorz Stróżniak – sł. Marek Dutkiewicz)
3. „Skąd ja to znam?” (muz. Grzegorz Stróżniak – sł. Małgorzata Ostrowska)
4. „Dalej, coraz dalej” (muz. Zbigniew Foryś – sł. Małgorzata Ostrowska)

### CD
1. „Wolne od cła” (muz. Grzegorz Stróżniak – sł. Marek Dutkiewicz) – 3:11
2. „Miny na pokaz, czyny za grosz” (muz. Piotr Zander – sł. Jacek Skubikowski) – 3:08
3. „Dwa słowa, dwa światy” (muz. Grzegorz Stróżniak – sł. Małgorzata Ostrowska) – 6:44
4. „Adriatyk ocean gorący” (muz. Grzegorz Stróżniak – sł. Małgorzata Ostrowska) – 6:41
5. „Aku-hara, kraj ze snu” (muz. Grzegorz Stróżniak – sł. Małgorzata Ostrowska) – 4:28
6. „Kradzież nie popłaca” (muz. Grzegorz Stróżniak – sł. Marek Dutkiewicz) – 5:09
7. „Skąd ja to znam?” (muz. Grzegorz Stróżniak – sł. Małgorzata Ostrowska) – 3:57
8. „Dalej, coraz dalej” (muz. Zbigniew Foryś – sł. Małgorzata Ostrowska) – 4:33

bonusy CD
1. „Szklana pogoda” (muz. Grzegorz Stróżniak – sł. Marek Dutkiewicz) – 3:30
2. „Droga pani z TV” (muz. i sł. Jacek Skubikowski) – 4:02
3. „Posłanie do Pana A” (muz. Grzegorz Stróżniak – sł. Andrzej Sobczak) – 4:20

## Muzycy
- Małgorzata Ostrowska – śpiew
- Grzegorz Stróżniak – śpiew, instrumenty klawiszowe
- Piotr Zander – gitara
- Zbigniew Foryś – gitara basowa
- Przemysław Pahl – perkusja

Skład bonus "Posłanie do Pana A"
- Małgorzata Ostrowska – śpiew
- Grzegorz Stróżniak – śpiew, instrumenty klawiszowe
- Piotr Zander – gitara
- Krzysztof Szmigiero – gitara
- Maurycy Przybyłowicz – gitara basowa
- Krzysztof Kuźniak – perkusja

## Wydania
- Klub Płytowy Razem RLP 001 (LP 1984, tłoczenie: Polskie Nagrania Muza: Z-SX 0751)
- Sonus (MC 1984 HAD 620) (pod nazwą Zwolnione od cła[4][5])
- Koch International (DG CD 1999 52004-2)